# IMAM Ro.58
El IMAM Ro.58 fue un caza pesado y avión de ataque italiano, biplaza y bimotor, desarrollo del IMAM Ro.57. Volado por primera vez en mayo de 1942, fue considerado como una mejora general de su predecesor, principalmente debido a la sustitución de los motores Fiat A.74 usados en el Ro.57 por los más potentes Daimler-Benz DB 601. Inicialmente sufrió muchos problemas y en el primer vuelo solo la pericia del piloto de pruebas, Adriano Mantelli, evitó que se perdiera el avión.

## Diseño y desarrollo

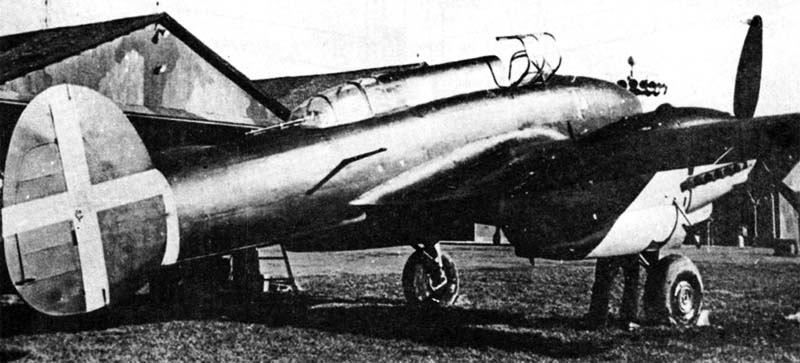
Prototipo del IMAM Ro.58

Era fácilmente reconocible porque parecía tener una larga joroba sobre el fuselaje (para acomodar a dos tripulantes, a diferencia del único del Ro.57). El Ro.58 era un avión de colas gemelas, en disposición similar al Bf 110.
Las prestaciones del avión con los motores DB 601 eran mucho mejores que incluso muchos cazas monomotores de la época (605 km/h a 5000 m, 1500 km de autonomía, 10 500 m de techo).
Estaba más pesadamente armado que su predecesor, con cinco MG 151 de fuego frontal, tres en el morro y dos bajo el vientre (estos últimos no estaban instaladas durante los vuelos de pruebas), y una ametralladora Breda-SAFAT de 12,7 mm de fuego trasero.
Probado junto al Me 410, fue juzgado superior, pero incluso así sufrió su cupo de problemas que retrasaron la producción. Para cuando fue refinado, era demasiado tarde para Italia, y si no había recursos ni siquiera para los cazas monomotores, mucho menos para los más caros bimotores.
Al igual que con el Ro.57, que no fue puesto en producción en 1940 ni en 1941, el Ro.58, mejor armado y más rápido, apareció solo en mayo de 1942, y demasiado tarde para ser producido en cantidad, ya que Italia se rindió a los Aliados en septiembre de 1943.

## Operadores
Italia
- Regia Aeronautica

## Especificaciones (Ro.58)
Referencia datos: Уголок неба — Ugolok Neba — "Sky Corner"

### Características generales
- Tripulación: Dos (piloto y artillero)
- Longitud: 9,9 m (32,4 ft)
- Envergadura: 13,4 m (44 ft)
- Altura: 3,4 m (11,1 ft)
- Superficie alar: 26,2 m² (282 ft²)
- Peso vacío: 4350 kg (9587,4 lb)
- Peso cargado: 6100 kg (13 444,4 lb)
- Planta motriz: 2× motor lineal V12 refrigerado por líquido Daimler-Benz DB 601A-1.
  - Potencia: 876 kW (1208 HP; 1191 CV) cada uno.
- Hélices: Tripala metálica de paso variable
- Alargamiento: 6.85

### Rendimiento
- Velocidad máxima operativa (Vno): 605 km/h (376 MPH; 327 kt)
- Alcance: 1500 km (810 nmi; 932 mi)
- Techo de vuelo: 9800 m (32 152 ft)
- Carga alar: 232,8 kg/m² (47,7 lb/ft²)
- Potencia/peso: 0,29 kW/kg (0,18hp/lb)

### Armamento
- Ametralladoras: 

  - 1x Breda-SAFAT de 12,7 mm flexible en cabina trasera

- Cañones: 

  - 3x MG 151/20 fijos de fuego frontal en el morro
  - 2x MG 151/20 fijos de fuego frontal en el vientre

## Aeronaves relacionadas

### Aeronaves similares
- Messerschmitt Me 410
- Bristol Beaufighter

### Secuencias de designación
- Secuencia Ro._ (interna de IMAM): ← Ro.44 - Ro.51 - Ro.57 - Ro.58 - Ro.63